# Otto Reisch
Otto Reisch (* 23. Oktober 1891 in Linz, Österreich-Ungarn; † 1977 in Innsbruck) war ein österreichischer Psychiater und T4-Gutachter.

## Leben
Reisch absolvierte nach dem Abschluss seiner Schullaufbahn an der Universität Innsbruck ein Studium der Medizin und wurde 1924 an der dortigen Universität zum Dr. med. promoviert. Am Anatomischen Institut war er zu Studienzeiten Demonstrator. Von 1924 bis 1926 war Reisch Stipendiat der Rockefeller-Stiftung. Danach war er von 1926 bis 1936 als Assistenzarzt am Physiologischen Institut und später an der Psychiatrisch-neurologischen Klinik.
Reisch engagierte sich früh für die NSDAP. Er trat zum 1. Mai 1933 der Partei bei (Mitgliedsnummer 1.616.541). An der Universität Innsbruck wurde er 1936 aufgrund seiner nationalsozialistischen Betätigung entlassen. Ende 1936 ging er nach Berlin, wo er als „politischer Flüchtling“ anerkannt wurde. In Berlin arbeitete er anschließend bis März 1938 als Oberarzt der Neurologischen Abteilung am Robert Koch Krankenhaus.

## Zeit des Nationalsozialismus
Nach dem „Anschluss Österreichs“ an das Deutsche Reich kehrte er nach Österreich zurück, wobei er anfangs während einer zweijährigen Tätigkeit in Wien als Stadtrat mit dem Neuaufbau des Gesundheitswesens beauftragt war. Er war dabei Referent für die Durchführung der Berufsbeamtenverordnung im Bereich sämtlicher Schulen, Universitäten und Arztstellen der Ostmark. Mit Wirkung zum 1. Jänner 1940 wurde er zum außerordentlichen Professor ernannt und begann im März 1940 seine Tätigkeit als Vorstand der Psychiatrisch-neurologischen Klinik in Graz, die er bis Mai 1945 ausübte.
Er war vom 30. April 1940 bis zum 2. Juli 1940 als T4-Gutachter im Rahmen der Aktion T4 tätig. Von 1940 bis 1945 war Reisch Mitglied des Erbgesundheitsobergerichts für Steiermark und Kärnten und demnach aktiv an der Durchführung des Sterilisationsgesetzes beteiligt.

## Nach Kriegsende
Zwischen 1950 und 1977 übte Reisch wieder seine Tätigkeit als Psychiater in Innsbruck aus.